# Dave Petillo
Davide Silvio Petillo, detto "little Dave" (New York, 20 marzo 1908 – 28 dicembre 1983), è stato un mafioso statunitense, "soldato" della famiglia Genovese, dall'inizio degli anni trenta fino alla fine degli anni settanta, gestendo per conto della famiglia, racket come la prostituzione, la pornografia  ed il traffico di droga.

## Biografia
Nato a New York nel 1908 nel quartiere di Little Italy, iniziò la sua carriera criminale con furti ed altri piccoli crimini. Appena ventenne alla fine degli anni venti conobbe Lucky Luciano, entrando a far parte del suo giro e un paio di anni dopo, con la fine della guerra castellammarese, Luciano, nuovo capo della famiglia, lo rese "uomo d'onore", affidandogli il lucroso racket della prostituzione a Manhattan. Petillo ed i suoi uomini, per conto della famiglia gestivano circa 200 bordelli, con 3.000 prostitute, per un guadagno di circa 12 milioni di dollari l'anno. Il 1º febbraio del 1936, Petillo, Luciano ed altre 7 persone vennero arrestate per schiavitù e sfruttamento della prostituzione.
Petillo fu condannato a 30 anni di reclusione, assieme a Luciano. Scontò vent'anni nel carcere di Sing Sing (New York), venendo rilasciato sulla parola nel 1956. Uscito di carcere, il nuovo boss della famiglia Vito Genovese, lo piazzò nel gruppo di Michele Miranda, riaffidandogli il vecchio racket della prostituzione. Petillo trafficava inoltre in eroina, su delega di Genovese in persona, ed aprì numerosi locali notturni in tutto il Greenwich Village, in società con Anthony Strollo. Tra la fine degli anni sessanta e l'inizio degli anni settanta, curò gli interessi della famiglia nel racket della pornografia, in particolare nel laboratorio Arrow di Prince Street. Rimase uno dei maggiori mafiosi di New York coinvolto nei racket della prostituzione e della pornografia, con interessi anche nel nascente traffico di cocaina.
Il 4 febbraio 1980 un suo affiliato, Edward Vassallo, fu assassinato a Brick Town nel New Jersey: le indagini indicarono in Petillo il mandante dell'omicidio, ma egli eluse l'arresto, lasciando gli Stati Uniti insieme alla moglie Phillis e riparando in Europa, dove viaggiarono come due normali anziani turisti, visitando le principali città europee. Petillo continuava a gestire i propri affari tramite i suoi uomini di fiducia. L'FBI scoprì numerosi conti segreti in Svizzera e numerose proprietà anche in Europa.
Davide Silvio Petillo morì per cause naturali in una sua residenza in Spagna il 28 dicembre 1983. È stato sepolto nel Saint John's Cemetery di New York.